# Силли
Си́лли (англ. Isles of Scilly, корн. Enesek Syllan) — небольшой архипелаг в 45 км к юго-западу от полуострова Корнуолл, административно относящийся к графству Корнуолл, но имеющий особый статус sui generis и местный Совет.
Площадь архипелага 16,03 км², из них лишь 5 островов имеют площадь более 1 км², только они и населены. Остальные более 50 — необитаемые острова или скалы.
Архипелаг является самой западной и южной точкой Англии, а также самой южной точкой Великобритании.
На островах Силли промышленность не развита, основная статья экономики — туризм, архипелаг привлекает любителей дайвинга. Также развито садоводство, особенно разведение цветов.

## Основные острова
- Сент-Мэрис
- Треско
- Сент-Мартинс
- Брайер
- Сент-Агнес

## Климат
Климат архипелага океанический умеренный, один из самых мягких и тёплых в Соединенном Королевстве. Среднегодовая температура составляет +11,8 °C, для сравнения — в Лондоне она составляет +11,6 °C. Зимы здесь одни из самых тёплых в стране, зато лето не такое тёплое как на острове Великобритания. Архипелаг является одним из самых солнечных мест на юго-западе Королевства — в июле солнце светит здесь в среднем 7,6 часа в день (1690 часов в год). Снег выпадает очень редко (12 января 1987 года выпало 23 см, что является максимумом для архипелага). Самая низкая температура за всю историю −7,2 °С зарегистрирована 13 января 1987 года, самая высокая +27,8 °C — 16 августа 1947 года. Мороз наблюдается в среднем меньше 2 дней в году.
| Показатель                                               | Янв. | Фев. | Март | Апр. | Май  | Июнь | Июль | Авг. | Сен. | Окт. | Нояб. | Дек. | Год  |
| -------------------------------------------------------- | ---- | ---- | ---- | ---- | ---- | ---- | ---- | ---- | ---- | ---- | ----- | ---- | ---- |
| Средний суточный максимум, °C                            | 10,1 | 10,4 | 11,2 | 12,4 | 14,5 | 17,1 | 20,0 | 20,1 | 18,0 | 14,7 | 12,1  | 10,4 | 14,3 |
| Средний суточный минимум, °C                             | 6,2  | 6,4  | 7,2  | 8,3  | 9,4  | 11,9 | 13,8 | 14,1 | 12,9 | 10,6 | 8,5   | 6,9  | 9,7  |
| Норма осадков, мм                                        | 95   | 70   | 62   | 55   | 48   | 48   | 63   | 67   | 67   | 97   | 96    | 98   | 865  |
| Источник: St Mary's Heliport Climatic Averages 1981-2010 |      |      |      |      |      |      |      |      |      |      |       |      |      |

## Население
Население — 2200 человека (2011), из них 1068 проживает в городе Хью-Таун на крупнейшем острове Сент-Мэрис.
97,3 % — белые британцы, 2,4 % — другие белые и 0,3 % — метисы.
На островах существуют два футбольных клуба, разыгрывающих между собой чемпионат и три кубка.

## История
На островах Силли король Норвегии Олаф I Трюггвасон принял христианство у местного монаха-отшельника, после чего началась христианизация викингов.
Архипелаг с 1651 до 1986 года находился в состоянии Трёхсоттридцатипятилетней войны с Нидерландами. Она считается самой длинной войной в истории с наименьшими потерями, потому что боевые действия так и не начались.
У архипелага Силли 22 октября 1707 года произошло крупное кораблекрушение, унесшее от 1500 до 2000 жизней.

## Галерея
- Хью-Таун
- Пляж на острове Треско
- Аэропорт на острове Сент-Мэрис
- Вертолётная площадка на острове Треско
- Остров Треско с высоты птичьего полёта
- Остров Сент-Мартинс с высоты птичьего полёта